# Нина Ли Чи
Нина Ли Чи (кит. трад. 利智); род. 31 декабря 1961, Шанхай) — гонконгская актриса. В 1999 году  вышла замуж за актёра Джета Ли. Двое детей: Джейн (2000) и Джада (2002).

## Избранная фильмография
- Близнецы-драконы (1992)